# Silvan Dillier
Silvan Dillier (Baden, 3 d'agost de 1990) és un ciclista suís actualment a l'equip Alpecin-Deceuninck. Combina la carretera amb el ciclisme en pista. En el seu palmarès destaca el campionat nacional en contrarellotge del 2015, i el de ruta del 2017 i 2021.

## Palmarès en pista
- 2009
  - 1r als Quatre dies de Nouméa (amb Claudio Imhof)
- 2011
  -  Campió d'Europa sub-23 en Madison (amb Cyrille Thièry)
  -  Campió de Suïssa de Madison (amb Claudio Imhof)
  -  Campió de Suïssa en Òmnium
- 2012
  -  Campió d'Europa sub-23 en Persecució
  -  Campió d'Europa sub-23 en Madison (amb Jan Keller)
- 2013
  - 1r als Sis dies de Zuric (amb Iljo Keisse)

## Palmarès en ruta
- 2007
  - Vencedor d'una etapa de la Volta a Ístria
  - Vencedor d'una etapa de la Cursa del la Pau júnior
  - Vencedor d'una etapa al Tour al País de Vaud
- 2009
  -  Campió de Suïssa sub-23 en ruta
- 2010
  -  Campió de Suïssa sub-23 en contrarellotge
- 2011
  -  Campió de Suïssa sub-23 en contrarellotge
- 2012
  -  Campió de Suïssa sub-23 en contrarellotge
  - 1r al Tour de Berna
  - Vencedor d'una etapa al Tour de l'Avenir
- 2013
  - 1r al Tour de Normandia
  - 1r a la Fletxa ardenesa
  - Vencedor d'una etapa al Tour d'Alberta
  - Vencedor d'una etapa al Tríptic de les Ardenes
- 2014
  -  Campió del món en contrarellotge per equips
- 2015
  -  Campió del món en contrarellotge per equips
  -  Campió de Suïssa contrarellotge
  - Vencedor d'una etapa a l'Arctic Race of Norway
- 2017
  - Vencedor d'una etapa al Giro d'Itàlia
- 2017
  -  Campió de Suïssa en ruta
  - 1r a la Ruta del Sud
- 2018
  - 1r a la Ruta Adélie de Vitré
- 2021
  -  Campió de Suïssa en ruta

### Resultats al Giro d'Itàlia
- 2015. 52è de la classificació general
- 2016. Abandona (3a etapa)
- 2017. 67è de la classificació general. Vencedor d'una etapa

### Resultats a la Volta a Espanya
- 2016. 79è de la classificació general
- 2019. 72è de la classificació general

### Resultats al Tour de França
- 2018. 83è de la classificació general
- 2022. 60è de la classificació general
- 2023. 129è de la classificació general